# یواس‌اس ریونج (۱۷۷۷)
یواس‌اس ریونج (۱۷۷۷) (به انگلیسی: USS Revenge (1777)) یک کشتی بود.